# مارگارتای رومانی
مارگارتای رومانی، متولی تاج و تخت رومانی(رومانیایی: Margareta, Custode al Coroanei Române؛ زادهٔ ۲۶ مارس ۱۹۴۹) دیپلمات اهل رومانی است. وی بزرگ‌ترین دختر پادشاه میهای یکم و ملکه آنه رومانی است. او در مارس ۲۰۱۶، پس از بازنشستگی، وظایف پدرش را برعهده گرفت و از زمان مرگ او در ۵ دسامبر ۲۰۱۷، ریاست خاندان سلطنتی رومانی را بر عهده دارد. او همچنین عهده‌دار ریاست «بنیاد سلطنتی مارگارتای رومانی» است.
تا سال ۲۰۱۱، مارگارتا همچنین از لقب شاهدخت هوهن‌تسولرن استفاده می‌کرد. مارگارتا چهار خواهر دارد و هیچ برادر و فرزندی ندارد. وارث فرضی او خواهر بعدی او، شاهدخت النای رومانی است. بر اساس قانون منسوخ‌شده سلطنتی ۱۹۲۳ و ۱۹۳۸، زنان از داشتن تاج سلطنت منع شدند و مارگارتا و خواهرانش در ردیف جانشینی تاج و تخت قرار نخواهند داشت.
در ۳۰ دسامبر ۲۰۰۷، پادشاه میهای یکم مارگارتا را به عنوان وارث فرضی تاج و تخت منحله رومانی قرار داد که البته توسط دولت رومانی به رسمیت شناخته نمی‌شود و فاقد اعتبار قانونی بدون تأیید پارلمان رومانی است. به همین مناسبت، میهای یکم همچنین درخواست کرد که اگر زمانی پارلمان رومانی به بازگرداندن سلطنت رای داد، قانون سالیک جانشینی مجدداً برقرار نشود، و به این ترتیب امکان جانشینی زنان هم مهیا شود. بر اساس اساسنامه جدید کاخ سلطنتی رومانی که توسط میهای یکم اعلام شده است، هیچ نوادگان نامشروع یا دودمان فرعی نمی‌توانند ادعای امتیازات، القاب یا رتبه‌های سلسله ای داشته باشند و هر یک از آنها از پیوستن به خاندان سلطنتی رومانی و از سلسله جانشینی تاج و تخت محروم خواهند بود.

## اوایل زندگی

### تولد
مارگارتا در ۲۶ مارس ۱۹۴۹ در کلینیک مونشوزی در لوزان سوئیس زاده شد و نخستین دختر از پنج دختر پادشاه میهای یکم و ملکه آنه رومانی بود. او در کلیسای ارتدکس رومانی غسل تعمید داده شد. پدرخوانده او شاهزاده فیلیپ، دوک ادینبرو بود. مادرخوانده او مادربزرگ مادری اش شاهدخت مارگارت دانمارک بود که همنام او بود. پس از او چهار خواهر: شاهدخت النا (متولد ۱۹۵۰)، شاهدخت ایرینا (متولد ۱۹۵۳)، شاهدخت سوفی (متولد ۱۹۵۷) و شاهدخت ماریا (متولد ۱۹۶۴) زاده شدند.

### کودکی
مارگارت دوران کودکی خود را در خانه‌های خانوادگی در لوزان و در عمارت آیوت در آیوت سنت لاورنس واقع در هرتفوردشر گذراند. در طول تعطیلات او و خواهرانش وقت خود را با پدربزرگ و مادربزرگ خود می‌گذراندند. از سمت پدری با هلن، ملکه مادر در ویلا اسپارتا در ایتالیا و از سمت مادری با شاهزاده مارگارت و همسرش شاهزاده رنه از بوربون-پارما در کپنهاگ. پدرشان به او و خواهرانش «قصه‌هایی جذاب از وطنی که نمی‌توانستند آن را ببینند» می‌گفت. او همچنین زمانی را با اقوام خود در یونان، ایتالیا، دانمارک، لوکزامبورگ و اسپانیا گذراند.
مارگارتا برای اولین بار در تابستان ۱۹۵۲ ملکه الیزابت دوم بریتانیا را در قلعه بالمورال هنگامی که سه ساله بود ملاقات کرد. در دوران کودکی، او تعطیلات را با شاهزاده چارلز و خواهرش، شاهدخت آن که به مارگارتا نزدیک بودند، و همچنین شاهزاده آمدئو، دوک آئوستا (پسر عموی او) و خانواده‌های سلطنتی یونان، دانمارک و لوکزامبورگ گذراند.
علاقه ملکه هلن به اسب‌ها، مارگارتا را تحت تأثیر قرار داد تا او سوارکاری را بیاموزد.
در سال ۱۹۶۴، به همراه پنج شاهدخت دیگر، مارگارت ساقدوش عروسی پرنسس آنه ماری دانمارک با کنستانتین دوم، پادشاه یونان بود.

## تحصیلات
مارگارتا دوران مهدکودک را در فلورانس و مدرسهٔ ابتدایی را در سوئیس گذراند. سپس برای طی دوران متوسطه به اولد بیسینگ رفت و برای تحصیلات ابتدایی دانشگاهی نیز به یک مدرسهٔ فرانسوی در سوئیس بازگشت و فلسفه خواند. مارگارتا در دانشگاه ادینبرو در اسکاتلند جامعه‌شناسی، علوم سیاسی و حقوق بین‌الملل عمومی تحصیل کرد و در سال ۱۹۷۴ فارغ‌التحصیل شد. او که در آنجا با نام «مارگارتای رومانی» شناخته می‌شد، در چند هفته اول احساس افسرده‌کنندهٔ «بیگانه و خارجی بودن» داشت اما بعداً در سیاست دانشگاه فعال شد و به عضویت شورای نمایندگان دانشجویان درآمد.

## حرفه
پس از فارغ‌التحصیلی در سال ۱۹۷۴، او چند سال در تعدادی از دانشگاه‌های بریتانیا مشغول به کار شد و در جامعه‌شناسی پزشکی و سیاست‌های سلامت و بهداشت عمومی تخصص داشت. بعداً او در یک برنامه تحقیقاتی بین‌المللی که توسط سازمان جهانی بهداشت هماهنگ شده بود، شرکت کرد که بر توسعه توصیه‌های سیاست سلامت و پروژه‌های آزمایشی پیشگیرانه متمرکز بود.

در سال ۱۹۷۹، او سپس برای آژانس‌هایی در سازمان ملل متحد کار کرد: سازمان جهانی بهداشت و صندوق جمعیت سازمان ملل متحد که او به پروژه‌های اجتماعی در سلامت عمومی، مستقر در آفریقا و آمریکای لاتین پیوست، و طی آن با رنج و کمبود افراد محروم مواجه شد که شروع تجربه او از آغاز راهی در خدمات بشردوستانه بود، که از آن زمان تاکنون ادامه دارد.
در سال ۱۹۸۳، او به رم نقل مکان کرد و به سازمان غذا و کشاورزی ملل متحد (فائو) پیوست و در آنجا به عنوان عضوی از تیم پروژه روز جهانی غذا به مدت سه سال در کمپین آگاهی عمومی در مورد برنامه‌های کشاورزی، تغذیه و کاهش فقر کار کرد. او تا سال ۱۹۸۶ به تیم صندوق بین‌المللی توسعه کشاورزی تعلق داشت.
در سال ۱۹۸۶، او به صندوق بین‌المللی توسعه کشاورزی پیوست و در آنجا روابط با سازمان‌های غیردولتی را مدیریت کرد و در جمع‌آوری بودجه برای برنامه‌های این صندوق کمک کرد.
در تابستان ۱۹۸۹ مارگارتا از شغل خود استعفا داد، زیرا ناآرامی‌های مدنی در رومانی آغاز شده بود. او به این نتیجه رسید که تغییرات اساسی در اروپای شرقی در شرف وقوع است، او به ژنو نقل مکان کرد تا با شورای ولیعهد رومانی و خانواده سلطنتی که اعضای آن خود را برای اتفاقات آینده آماده می‌کردند، همکاری کند.